# Spirale (personaggio)
Spirale (Spiral), il cui vero nome è Rita Wayword, è un personaggio dei fumetti creato da Ann Nocenti (testi) e Art Adams (disegni), pubblicato dalla Marvel Comics. Apparsa per la prima volta sulle pagine della miniserie Longshot n. 1 (settembre 1985), Spirale è stata spesso antagonista, assieme al suo boss Mojo, degli X-Men ed in particolare della mutante Psylocke.

## Biografia del personaggio

### Origini
Rita Wayword, stuntwoman professionista s'innamorò del mutante Longshot quando questi arrivò sulla Terra, inseguito dalla futura Spirale. Con lui, visse una breve relazione sentimentale, interrotta per far ritorno al Mojoverso, dimensione dalla quale l'uomo proveniva. Seguito il suo amore in quello che le apparve un orribile posto in cui vivere, Rita e Longshot vennero catturati dal signore del luogo, Mojo, e mentre il secondo fu sottoposto ad un ricondizionamento psichico, che gli fece dimenticare tutto il proprio passato, alla prima toccò una sorte peggiore. Tenutala prigioniera per diversi anni, Mojo ordinò ai propri scienziati di perfezionare il corpo della donna, e modificarne la psiche in modo da renderla una perfetta subordinata. Le modifiche furono un successo: oltre a disporre di quattro braccia in più, di cui due robotiche, lo stesso Mojo istruì Rita nell'arte della magia nera e nella scienza dell'alterazione dei corpi; inoltre, le sperimentazioni effettuate sulla sua mente la resero in grado di scorgere altre dimensioni oltre la propria, abilità che sfruttò per aprire varchi dimensionali, ma che lasciò la sua psiche completamente mutilata e soggiogata ai desideri di Mojo. In ultimo, il suo nuovo boss, la spedì indietro nel tempo per attaccare Longshot, incontrare se stessa e forzare l'uomo a ripetere gli stessi avvenimenti che portarono alla sua cattura e alla trasformazione di Rita, nella ora fedelissima Spirale.

### Spirale
Giunta nel passato, Spirale venne reclutata da Val Cooper per entrare a far parte della squadra mutante Freedom Force, composta da membri della seconda Confraternita dei Mutanti. Dimentica ormai della propria missione originale, Spirale diede tutta se stessa in quello che a suo parere era uno dei più divertenti compiti della sua vita: abbattere tutti i bersagli che di volta in volta il governo le metteva davanti. Cominciò in questo periodo a mostrare la propria indole crudele, e venne sconfitta parecchie volte sia dagli X-Men che dai Vendicatori. Allontanatasi da Terra-616, tornò al Mojoverso nel quale costruì il Corpaio, sorta di magazzino dove riporre parti di esseri provenienti da qualsiasi dimensione. Lady Deathstrike ed i Reavers furono fra i suoi primi clienti, ai quali modificò la fisiologia aggiungendone parti robotiche; sempre opera sua fu la dotazione di occhi cibernetici alla X-Man Psylocke, che trasmettevano direttamente sugli schermi del Mojoverso qualsiasi cosa vedesse. Assieme a Mojo, prese poi parte nella trasformazione sempre di Psylocke nella ninja asiatica Kwannon. Inizialmente si occupò solamente dello scambio di menti tra l'inglese Betsy e la ninja giapponese, ma più tardi, di sua iniziativa mescolò i ricordi delle due in modo da renderle quasi gemelle.

### Endangered Species
Spirale appare fra i nove geni criminali che Bestia convoca per trovare una soluzione all'estinzione del genere mutante. La donna rifiuta di aiutarlo poiché non esiste nulla nel suo Corpaio in grado di ripristinare i poteri dei mutanti, e prima di chiudere il collegamento afferma che Bestia è troppo accecato dalla scienza per vedere qualsiasi altra via che porti alla soluzione del problema. Ciò che non è stato causato dalla scienza, non può essere risolto dalla scienza.

### Sorellanza
Mentre ripara Lady Deathstrike dai danni riportati durante Messiah Complex, Spirale viene avvicinata dalla Regina Rossa per entrare a far parte della sua Sorellanza. In cambio di questa collaborazione le viene garantita la resurrezione di una persona a lei cara; affermando che questo genere di azioni sono proprio il tipo che Mojo manderebbe in onda, accetta.

## Poteri e abilità
Spirale possiede potentissime abilità mistiche, che la rendono in grado, attraverso alcuni passi di danza, di teleportare se stessa ed altri per lunghe distanze. Grazie agli insegnamenti mistici impartitele da Mojo, è capace di raggiungere altre dimensioni ed altre epoche, oltre che invocare diverse armi che impugna con le sue sei braccia, risultato delle modifiche impostele dal malvagio. Oltre a varie abilità magiche, Spirale è un'esperta scienziata e genetista, capace di modificare i corpi altrui, come fece con quello di Lady Deathstrike, e un'ottima combattente corpo-a-corpo. Sempre grazie alle modifiche di Mojo, la sua mente è stata resa immune da controlli telepatici e possessioni, oltre che al drenaggio di energia, come scoprì la X-Man Rogue a sue spese.

## Altre versioni

### Ultimate
Nell'universo Ultimate, Spirale (conosciuta come Spiral) è una abitante dell'isola di Genosha ed ex-fidanzata del mutante Longshot. Tradito il fidanzato, entra in contatto con gli X-Men e li prega di arrestare la sua fuga per poterlo portare davanti alla legge, in modo da essere giudicato per l'omicidio del suo amante. Questa versione di Spirale non possiede alcuna abilità magica, ma rimane comunque un'ottima combattente corpo-a-corpo, anche grazie alle sue sei braccia con le quali impugna un pari numero di armi.

## Altri media

### Televisione
Spirale apparve nella prima serie dedicata ai mutanti, Insuperabili X-Men degli anni novanta ed una sua comparsata è stata confermata nella nuova serie Wolverine e gli X-Men del 2008.